# Guarani Ñandeva
I Guarani Ñandeva  sono un gruppo etnico indigeno del Brasile con una popolazione stimata tra gli 8.000 e i 10.000 individui in Brasile e in 7.000 individui in Paraguay. Fanno parte dal macro-gruppo storico dei Guaraní.

## Lingua
Parlano il dialetto Ñandeva (lingua ava guaraní o chiripá, codice ISO 639-3 nhd) della lingua guaraní  che appartiene alle lingue tupi-guaraní. Le differenze con i dialetti degli altri gruppi Guarani ancora esistenti (i Kaiowá e gli Mbya) sono minime.

## Insediamenti
Vivono negli stati brasiliani del Mato Grosso do Sul e Paraná e in Paraguay. L'area si estende dal fiume Iguatemi e suoi affluenti, in Brasile, fino ai fiumi Jejui Guasu, Corrientes e Acaray in Paraguay. Ci sono piccoli insediamenti di Ñandeva anche negli stati del Paraná e del São Paulo.